# العلاقات اليابانية السويسرية
العلاقات اليابانية السويسرية هي العلاقات الثنائية التي تجمع بين اليابان وسويسرا.

## مقارنة بين البلدين
هذه مقارنة عامة ومرجعية للدولتين:
| وجه المقارنة                                              | اليابان         | سويسرا                                                                                      |
| --------------------------------------------------------- | --------------- | ------------------------------------------------------------------------------------------- |
| المساحة (كم2)                                             | 377.97 ألف      | 41.28 ألف                                                                                   |
| عدد السكان (نسمة)                                         | 126.79 مليون    | 8.21 مليون                                                                                  |
| الكثافة السكانية (ن./كم²)                                 | 335.45          | 198.89                                                                                      |
| العاصمة                                                   | طوكيو           | برن                                                                                         |
| اللغة الرسمية                                             | اللغة اليابانية | اللغة الألمانية، اللغة الإيطالية، لغة فرنسية، اللغة الرومانشية، الألمانية السويسرية الموحدة |
| العملة                                                    | ين ياباني       | فرنك سويسري                                                                                 |
| الناتج المحلي الإجمالي (بليون دولار)                      | 4.87 تريليون    | 678.89 مليار                                                                                |
| الناتج المحلي الإجمالي (تعادل القوة الشرائية) بليون دولار | 5.18 تريليون    | 518.07 مليار                                                                                |
| الناتج المحلي الإجمالي الاسمي للفرد دولار أمريكي          | 34.52 ألف       | 80.94 ألف                                                                                   |
| الناتج المحلي الإجمالي للفرد دولار أمريكي                 | 36.62 ألف       | 59.54 ألف                                                                                   |
| مؤشر التنمية البشرية                                      | 0.903           | 0.930                                                                                       |
| رمز المكالمات الدولي                                      | +81             | +41                                                                                         |
| رمز الإنترنت                                              | .jp             | .ch، .swiss ‏                                                                                |
| المنطقة الزمنية                                           | توقيت اليابان   | توقيت وسط أوروبا، ت ع م+01:00، ت ع م+02:00، أوروبا/زيورخ ‏                                   |

## مدن متوأمة
في ما يلي قائمة باتفاقيات التوأمة بين مدن يابانية وسويسرية:
- ترتبط نارا مع كانتون برن باتفاقية توأمة منذ 17 أبريل 2015.[15][16][15][16]
- ترتبط كاغامينو [الإنجليزية]‏ مع يافردون ليه باين باتفاقية توأمة.
- ترتبط شيمادا مع Brienz [الإنجليزية]‏ باتفاقية توأمة.
- ترتبط Fukumitsu, Toyama [الإنجليزية]‏ مع Arosa [الإنجليزية]‏ باتفاقية توأمة.
- ترتبط ماتسوموتو مع جريندلفالد باتفاقية توأمة.
- ترتبط أوتسو مع إنترلاكن باتفاقية توأمة منذ 1979.
- ترتبط يويدا مع دافوس باتفاقية توأمة.
- ترتبط كوتشان [الإنجليزية]‏ مع سان موريتز باتفاقية توأمة.
- ترتبط تشيبا مع مونترو باتفاقية توأمة.
- ترتبط Azumi, Nagano [الإنجليزية]‏ مع جريندلفالد باتفاقية توأمة.
- ترتبط ميوكو مع زيرمات باتفاقية توأمة.
- ترتبط ناغاوكا مع Romainmôtier-Envy [الإنجليزية]‏ باتفاقية توأمة.

## منظمات دولية مشتركة
يشترك البلدان في عضوية مجموعة من المنظمات الدولية، منها:
| علم المنظمة | اسم المنظمة                               | تاريخ انضمام اليابان | تاريخ انضمام سويسرا |
| ----------- | ----------------------------------------- | -------------------- | ------------------- |
|             | مؤسسة التمويل الدولية                     | 20 يوليو 1956        | 29 مايو 1992        |
|             | مجموعة أستراليا                           | 1985                 | 1987                |
|             | يونسكو                                    | 2 يوليو 1951         | 28 يناير 1949       |
|             | مجموعة الموردين النوويين                  | ?                    | ?                   |
|             | الوكالة الدولية للطاقة                    | ?                    | ?                   |
|             | مؤسسة التنمية الدولية                     | 27 ديسمبر 1960       | 29 مايو 1992        |
|             | منظمة التعاون الاقتصادي والتنمية          | ?                    | ?                   |
|             | المركز الدولي لتسوية المنازعات الاستشارية | 16 سبتمبر 1967       | 14 يونيو 1968       |
|             | وكالة ضمان الاستثمار متعدد الأطراف        | 12 أبريل 1988        | 12 أبريل 1988       |
|             | منظمة حظر الأسلحة الكيميائية              | ?                    | ?                   |
|             | البنك الإفريقي للتنمية                    | ?                    | ?                   |
|             | الاتحاد الدولي للاتصالات                  | 29 يناير 1879        | 1866                |
|             | الأمم المتحدة                             | 18 ديسمبر 1956       | 10 سبتمبر 2002      |
|             | منظمة الشرطة الجنائية الدولية             | ?                    | ?                   |
|             | البنك الدولي للإنشاء والتعمير             | 13 أغسطس 1952        | 29 مايو 1992        |
|             | الاتحاد البريدي العالمي                   | ?                    | ?                   |
|             | منظمة التجارة العالمية                    | ?                    | ?                   |
|             | الفريق المعني برصد الأرض                  | ?                    | ?                   |
|             | بنك التنمية الآسيوي                       | 1966                 | 1967                |
|             | نظام تحكم تكنولوجيا القذائف               | 1987                 | 1992                |

## أعلام
هذه قائمة لبعض الشخصيات التي تربطها علاقات بالبلدين:
- جونوسكي شنايدر (لاعب كرة قدم ياباني، 22 مايو 1977 – )
- لينا فوجي (مغنية يابانية، 2 يوليو 1984 – )

## وصلات خارجية
- موقع وزارة الخارجية اليابانية
- موقع وزارة الخارجية السويسرية